# تكييف الإشارات
تكييف الإشارات (بالإنجليزية Signal Conditioning) - لا تحتوي الإشارات القادمة من أجهزة الاستشعار عادة على خصائص مناسبة للعرض أو التسجيل أو الإرسال أو مزيد من المعالجة. فعلى سبيل المثال: قد تفتقر إلى السعة، أو المستوى، أو النطاق الترددي المطلوب، أوقد تحوي تداخلاً يؤدي إلى إخفاء المعلومات المطلوبة. وتقوم أجهزة تكييف الإشارة، بما في ذلك المضخمات، بتكييف إشارات الاستشعار لمتطلبات المتلقي (الدائرة أو المعدات) التي يتعين توصيلها بها. وتستمد الوظائف التي يتعين أن يؤديها مكيف الإشارة من طبيعة كل من الإشارة والمستقبل. 

## تعريف تكييف الإشارات
هي العمليات التي يتم إجراؤها على الإشارات لتحويلها إلى نموذج مناسب للتواصل مع العناصر الأخرى في نظام التحكم، أو هو تعديل إشارة لجعلها أكثر فائدة للنظام.

## تكييف الإشارات التناظري (Analog signal conditioning)
يوفر تكييف الإشارات التناظرية العمليات اللازمة لتحويل ما يخرج من أجهزة الاستشعار إلى شكل ضروري للتفاعل مع العناصر الأخرى في نظام التحكم. وأجهزة الاستشعار التناظرية إما أن تكون من نوع التوليد الذاتي أو التحوير. فأجهزة الاستشعار المولدة ذاتيا نحو أجهزة الاستشعار الحرارية، الضوئية، وأجهزة الاستشعار الكهروكيميائية، أو أجهزة الاستشعار الحالية (بيزو-بيروإيلكتريك) تنتج الجهد أو التيار المساوي لعرض النطاق الترددي لها. أما أجهزة الاستشعار التحويرية فتنتج اختلافا في المقاومة، والسعة، والحث الذاتي أو الحث المتبادل، أو الكميات الكهربائية الأخرى، وتحتاج أجهزة الاستشعار التحويرية أن تكون متهيجة أو مثارة (أشباه الموصلات الموصولة مع أجهزة الاستشعار) من أجل توفير الجهد أو التيار الناتج.
ويمكن تصنيف تكييف الإشارة التناظري إلى عدة أنواع عامة، هي:
- التغييرات على مستوى الإشارة والتحيز
- الخطية
- التحويلات
- التصفية والمعاوقة الملائمة
- التحميل

ونوضح كلا منها على النحو الآتي:

### التغييرات على مستوى الإشارة والتحيز
واحد من أكثر أنواع تكييف الإشارات شيوعا هو تعديل المستوى (الحجم من خلال الضرب بقيمة معينة لحصول على الناتج المطلوب) ثم الانحياز (إلى قيمة الصفر) مما يؤدي إلى تحسين العمليات وتقليل الأخطاء لبعض الجهد الذي يمثله متغير العملية بين القيمة المدخلة والمخرجة.

### الخطية
إن مصمم التحكم في العملية ليس لديه سوى خيارات بسيطة لخصائص مخرجات الاستشعار مقابل متغير العملية. في كثير من الأحيان، تكون العلاقة بين المدخلات والمخرجات علاقة غير خطية. حتى تلك الأجهزة التي تكون خطية تقريبا قد تحدث مشاكل عند قياسات دقيقة للمتغير مطلوبة. والغرض من التحويل إلى الشكل الخطي هو توفير الناتج الذي يتناسب خطيا مع بعض المتغيرات حتى إذا كان المخرج لجهاز الاستشعار غير ذلك.
وقد تم في زمن سابق تصميم الدوائر التناظرية المتخصصة للإشارات الخطية. فعلى سبيل المثال، لنفترض أن ما يخرج من أجهزة الاستشعار يختلف بشكل غير خطي مع متغير العملية، وحتى نتوصل إلى حالة مثالية يتم تكييف مخرجات جهاز الاستشعار بحيث يتم إنتاج الجهد بتناسب خطي مع متغير العملية - كما هو مبين في الشكل أدناه- وتتم هذه العملية من خلال الدوائر التناظرية الخاصة أو باستخدام الأساليب الحديثة التي تعتمد على الحواسيب.     

### التحويلات
غالبا ما يستخدم تكييف الإشارة لتحويل نوع واحد من الاختلاف الكهربائي إلى نوع آخر.
• فئة كبيرة من أجهزة الاستشعار ترتبط تغييرات المقاومة فيها مع التغيرات المادية (غير إلكترونية).
• من الضروري توفير دارة لتحويل التغير في المقاومة إلى تغيير في الجهد أو التيار
• يتم إنجاز ذلك عادة بواسطة الجسور عندما يكون تغير المقاومة الكسرية صغيرا أو بواسطة المضخمات التي يتفاوت كسبها مع المقاومة 

### التصفية والمعاوقة الداخلية
تعد تصفية ومقاومة المعاوقة من المتطلبات المهمة في عمليات تكييف الإشارة. ففي كثير من الأحيان، توجد إشارات هامشية ذات قوة كبيرة في البيئة الصناعية، مثل إشارات ترددها 60. Hz قد يسبب ناقل الحركة إشارات غير مرغوب فيها في حلقة التحكم في العملية. ومن الضروري، في كثير من الحالات، استخدام مرشحات ذات تمرير عالٍ، وأخرى ذات تمرير منخفض، أو استخدام مرشحات بين هاتين القيمتين لإزالة الإشارات غير المرغوب فيها من الحلقة. ويمكن أن يتم هذا الترشيح من قبل المرشحات المنفعلة، وذلك باستخدام المقاومات فقط، والمكثفات، والمحاثات، أو المرشحات النشطة، وذلك باستخدام التضخيم وردود الفعل.
أما المعاوقة الداخلية فتعد عنصرا مهما في تكييف الإشارة ويمكن أن تسبب أخطاء في القياس بسبب التغير الديناميكي،ويتم حل هذه المشكلة باستخدام الشبكات النشطة والمنفعلة على حد سواء.

### التحميل
يعد تحميل دائرة واحدة بوساطة أخرى واحدا من أهم الشواغل في تكييف الإشارات التناظرية، والمشكلة هنا أننا لا نستطيع قياس الخطأ الحاصل من هذا التحميل فيتم تقليله لأقل نقطة ممكنة.

## تكييف الإشارات الرقمي
ويعني التحكم بإيجاد طريقة لتمثيل معلومات العملية التناظرية في شكل رقمي. ويجب أن ندرك أننا نفقد الدقة حين نتعامل مع التقنيات الرقمية، ولكن البيانات الرقمية هي أكثر مناعة من التأثيرات الهامشية التي من شأنها أن تسبب عدم دقة التأثيرات اللاحقة، مثل الضوضاء، والتحميل والتضخيم، وانحرافات امدادات الطاقة، وغير ذلك.
إن استخدام الحواسيب في أنظمة التحكم له قيمة خاصة لأسباب عدة، هي:
- إمكانية تحكم الكمبيوتر في أنظمة التحكم في العمليات متعددة المتغيرات.
- إمكانية التعامل مع العلاقات غير الخطية وتحويلها إلى خطية.
- إمكانية حل المعادلات المعقدة بسرعة وتعديلها حسب الحاجة.
- سماح شبكات الحواسيب الضابطة بتشغيل مجمع كبير للتحكم في العمليات بطريقة متكاملة تماما.[3]